# Montpellier Hérault Sport Club 2019-2020 (femminile)
Questa voce raccoglie le informazioni riguardanti la squadra femminile del Montpellier Hérault Sport Club nelle competizioni ufficiali della stagione 2019-2020.

## Stagione
La stagione 2019-2020 della sezione femminile del Montpellier Hérault Sport Club è stata la ventitreesima stagione consecutiva del club dell'Hérault nella massima divisione del campionato francese e la ventisettesima stagione del club a questo livello dal 1985. Per questa nuova stagione alla guida tecnica della squadra viene chiamato Frédéric Mendy. Gli obiettivi del club per questa stagione sono quindi identici a quelli delle stagioni precedenti: i dirigenti sperano di sfidare l'Olympique Lione per il titolo e di riconquistare l'accesso alla UEFA Women's Champions League che gli è sfuggita la stagione precedente. In Division 1 la squadra ottiene buoni risultati che gli permettono di militare nella parte alta della classifica del campionato, raggiungendo la terza posizione tra la 5ª e la 9ª giornata e mantenendo la quarta fino alla 16ª giornata quando il campionato viene interrotto come provvedimento nel combattere la diffusione della pandemia di COVID-19 in Francia. Dopo qualche mese di attesa, il 28 aprile 2020, il primo ministro Édouard Philippe ha annunciato la fine della stagione per tutti i campionati professionistici, compresa la D1, la cui classifica finale sarebbe stata decisa dopo la 16ª giornata.
Nel frattempo il percorso del Montpellier HSC in Coppa di Francia si era interrotta il 15 febbraio 2020, ai quarti di finale, quando il Bordeaux riesce prima a recuperare pareggiando 3-3, riuscendo poi a superare il turno ai calci di rigore.

## Divise e sponsor
La grafica riproponeva l'abbinamento cromatico adottato dal Montpellier maschile. Main sponsor era Mutuelles du Soleil, lo sponsor tecnico, fornitore delle tenute da gioco, era Nike.
| Casa | Trasferta | Terza divisa |

## Organigramma societario
Area tecnica
- Allenatore: Frédéric Mendy
- Vice allenatore:
- Preparatore dei portieri:
- Preparatore atletico:
- Medico sociale:
- Fisioterapista:
- Coordinatore:

## Rosa
Rosa, ruoli e numeri di maglia come da sito ufficiale e footofeminin.fr, aggiornati al 18 dicembre 2019.
| N. |                        | Ruolo | Calciatrice               |
| -- | ---------------------- | ----- | ------------------------- |
| 1  | Germania (bandiera)    | P     | Lisa Schmitz              |
| 2  | Canada (bandiera)      | D     | Easther Mayi Kith         |
| 3  | Francia (bandiera)     | D     | Inès Belloumou            |
| 4  | Francia (bandiera)     | D     | Marion Torrent (capitano) |
| 5  | Francia (bandiera)     | D     | Elisa De Almeida          |
| 6  | Paesi Bassi (bandiera) | C     | Anouk Dekker              |
| 7  | Francia (bandiera)     | D     | Sakina Karchaoui          |
| 8  | Francia (bandiera)     | C     | Sandie Toletti            |
| 10 | Svezia (bandiera)      | A     | Marija Banusic            |
| 11 | Haiti (bandiera)       | A     | Nérilia Mondésir          |
| 13 | Francia (bandiera)     | D     | Marion Romanelli          |
| 16 | Francia (bandiera)     | P     | Cindy Perrault            |
| 19 | Croazia (bandiera)     | C     | Iva Landeka               |

| N. |                     | Ruolo | Calciatrice            |
| -- | ------------------- | ----- | ---------------------- |
| 20 | Francia (bandiera)  | D     | Maëlle Lakrar          |
| 21 | Francia (bandiera)  | A     | Valérie Gauvin         |
| 22 | Germania (bandiera) | A     | Lena Petermann         |
| 23 | Francia (bandiera)  | D     | Morgane Nicoli         |
| 25 | Francia (bandiera)  | A     | Marie-Charlotte Léger  |
| 26 | Francia (bandiera)  | C     | Manon Uffren           |
| 27 | Austria (bandiera)  | C     | Sarah Puntigam         |
| 29 | Francia (bandiera)  | A     | Clarisse Le Bihan      |
| 31 | Francia (bandiera)  | A     | Chloé Marty            |
| 31 | Francia (bandiera)  | C     | Laurence Saviana       |
| 33 | Francia (bandiera)  | D     | Inès Belloumou         |
|    | Francia (bandiera)  | D     | Lisa Martinez-Douarche |

## Calciomercato

### Sessione estiva
| Acquisti | Acquisti              | Acquisti        | Acquisti      |
| R.       | Nome                  | da              | Modalità      |
| -------- | --------------------- | --------------- | ------------- |
| P        | Lisa Schmitz          | Turbine Potsdam | definitivo    |
| D        | Elisa De Almeida      | Paris FC        | definitivo    |
| D        | Morgane Nicoli        | Lilla           | fine prestito |
| C        | Iva Landeka           | Rosengård       | definitivo    |
| A        | Marie-Charlotte Léger | Fleury          | definitivo    |
| A        | Lena Petermann        | Turbine Potsdam | definitivo    |

| Cessioni | Cessioni            | Cessioni        | Cessioni   |
| R.       | Nome                | a               | Modalità   |
| -------- | ------------------- | --------------- | ---------- |
| P        | Méline Gérard       | Betis           | definitivo |
| P        | Casey Murphy        | OL Reign        | definitivo |
| D        | Linda Sembrant      | Juventus        | definitivo |
| C        | Janice Cayman       | Olympique Lione | definitivo |
| C        | Virginia Torrecilla | Atlético Madrid | definitivo |
| A        | Sofia Jakobsson     | Real Madrid     | definitivo |
| A        | Lindsey Thomas      | Roma            | definitivo |

### Sessione invernale
| Acquisti | Acquisti    | Acquisti        | Acquisti   |
| R.       | Nome        | da              | Modalità   |
| -------- | ----------- | --------------- | ---------- |
| A        | Mary Fowler | Adelaide United | definitivo |

| Cessioni | Cessioni          | Cessioni      | Cessioni   |
| R.       | Nome              | a             | Modalità   |
| -------- | ----------------- | ------------- | ---------- |
| D        | Easther Mayi Kith | Metz          | definitivo |
| C        | Manon Uffren      | Saint-Étienne | prestito   |

## Risultati

### Division 1

#### Girone di andata
| Arbitro: | Vanderstichel |

|                          |           |  |
| Le Bihan 44’, 47’ (rig.) | Marcatori |  |

| Arbitro: | Beyer |

|             |           |                                        |
| Makanza 36’ | Marcatori | 21’ (rig.), 49’ Petermann 39’ Puntigam |

| Arbitro: | Soriano |

|            |           |  |
| Asseyi 80’ | Marcatori |  |

| Arbitro: | Elbour |

|                                                                   |           |  |
| Dekker 48’ Puntigam 50’ Petermann 54’, 90’ Le Bihan 72’ Léger 78’ | Marcatori |  |

| Arbitro: | Di Benedetto |

|                      |           |              |
| De Almeida 2’ (aut.) | Marcatori | 45’ Puntigam |

| Arbitro: | Vanderstichel |

|                                    |           |  |
| Petermann 39’ Gauvin 61’ Léger 85’ | Marcatori |  |

| Arbitro: | Soriano |

|                     |           |                                                 |
| Catala 5’ Soyer 48’ | Marcatori | 27’, 86’, 90+1’ Gauvin 39’ Dekker 84’ Petermann |

| Arbitro: | Coppola |

|  |           |                                      |
|  | Marcatori | 4’ Renard 39’ Marozsán 71’ Hegerberg |

| Arbitro: | Bartnik |

|  |           |                               |
|  | Marcatori | 29’, 76’ Gauvin 48’ Petermann |

| Arbitro: | Souifi |

|                   |           |                       |
| Gauvin 31’ (rig.) | Marcatori | 54’ (rig.) Oparanozie |

| Arbitro: | Vanderstichel |

|              |           |                   |
| Lawrence 45’ | Marcatori | 69’ (aut.) Geyoro |

#### Girone di ritorno
| Arbitro: | Di Benedetto |

|  |           |                                      |
|  | Marcatori | 67’ Geyoro 69’ Puntigam 85’ Le Bihan |

| Arbitro: | Vanderstichel |

|               |           |                             |
| Karchaoui 41’ | Marcatori | 59’ Oparanozie 62’ Bourdieu |

| Arbitro: | Elbour |

|                                         |           |  |
| Petermann 79’ Karchaoui 81’ Léger 90+2’ | Marcatori |  |

| Arbitro: | Elbour |

|           |           |                                                                                     |
| Gomes 79’ | Marcatori | 1’ Karchaoui 7’ Toletti 23’ Le Bihan 32’ Landeka 45’ Petermann 63’ Gauvin 90’ Léger |

| Arbitro: | Soriano |

|                                                   |           |  |
| Henry 1’ Majri 51’ Parris 58’, 60’ Marozsán 90+4’ | Marcatori |  |

| 15 marzo 2020, ore 14:45 CET 17ª giornata | Montpellier | – Annullata | Olympique Marsiglia |  |

| 28 marzo 2020, ore --:-- CET 18ª giornata | Montpellier | – Annullata | Bordeaux |  |

| 4 aprile 2020, ore --:-- CEST 19ª giornata | Guingamp | – Annullata | Montpellier |  |

| 18 aprile 2020, ore --:-- CEST 20ª giornata | Montpellier | – Annullata | Paris Saint-Germain |  |

| 16 maggio 2020, ore --:-- CEST 21ª giornata | Digione | – Annullata | Montpellier |  |

| 30 maggio 2020, ore --:-- CEST 22ª giornata | Montpellier | – Annullata | Soyaux |  |

### Coppa di Francia
| Arbitro: | Rochebilière |

|            |           |                                                                     |
| Berger 53’ | Marcatori | 17’, 20’, 90+3’ Gauvin 31’ Mondésir 34’ (aut.) Chalmet 38’ Puntigam |

| Arbitro: | Bartnik |

|  |           |                   |
|  | Marcatori | 69’ (aut.) Lakrar |

| Arbitro: | Victoria Beyer |

|                                                     |                      |                                            |
| Petermann 31’ Le Bihan 40’ Toletti 47’              | Marcatori            | 13’, 78’, 80’ Sarr                         |
| Petermann Le Bihan Landeka Puntigam Gauvin Mondésir | Tiri di rigore 5 – 6 | Garbino Asseyi Laurent Jaurena Sarr Lardez |

## Statistiche

### Statistiche di squadra
| Competizione     | Punti | In casa | In casa | In casa | In casa | In casa | In casa | In trasferta | In trasferta | In trasferta | In trasferta | In trasferta | In trasferta | Totale | Totale | Totale | Totale | Totale | Totale | DR  |
| Competizione     | Punti | G       | V       | N       | P       | Gf      | Gs      | G            | V            | N            | P            | Gf           | Gs           | G      | V      | N      | P      | Gf     | Gs     | DR  |
| ---------------- | ----- | ------- | ------- | ------- | ------- | ------- | ------- | ------------ | ------------ | ------------ | ------------ | ------------ | ------------ | ------ | ------ | ------ | ------ | ------ | ------ | --- |
| Division 1       | 30    | 7       | 4       | 1       | 2       | 16      | 6       | 9            | 5            | 2            | 2            | 23           | 12           | 16     | 9      | 3      | 4      | 39     | 18     | +21 |
| Coppa di Francia | -     | 2       | 1       | 1       | 0       | 10      | 4       | 1            | 1            | 0            | 0            | 6            | 1            | 3      | 2      | 1      | 0      | 16     | 5      | +11 |
| Totale           | -     | 9       | 5       | 2       | 2       | 26      | 10      | 10           | 6            | 2            | 2            | 29           | 13           | 19     | 11     | 4      | 4      | 55     | 23     | +32 |

### Andamento in campionato
| Giornata  | 1 | 2 | 3 | 4 | 5 | 6 | 7 | 8 | 9 | 10 | 11 | 12 | 13 | 14 | 15 | 16 | 17 | 18 | 19 | 20 | 21 | 22 |
| --------- | - | - | - | - | - | - | - | - | - | -- | -- | -- | -- | -- | -- | -- | -- | -- | -- | -- | -- | -- |
| Luogo     | C | T | T | C | T | C | T | C | T | C  | T  | T  | C  | C  | T  | T  | -  | -  | -  | -  | -  | -  |
| Risultato | V | V | P | V | N | V | V | P | V | N  | N  | V  | P  | V  | V  | P  | -  | -  | -  | -  | -  | -  |
| Posizione | 6 | 4 | 4 | 4 | 3 | 3 | 3 | 3 | 3 | 4  | 4  | 4  | 4  | 4  | 4  | 4  | -  | -  | -  | -  | -  | -  |

Legenda:

Luogo: C = Casa; T = Trasferta. Risultato: V = Vittoria; N = Pareggio; P = Sconfitta.

### Statistiche delle giocatrici
Sono in corsivo le calciatrici che hanno lasciato la società a stagione in corso.
| Giocatore     | Division 1 | Division 1 | Division 1  | Division 1 | Coppa di Francia | Coppa di Francia | Coppa di Francia | Coppa di Francia | Totale   | Totale | Totale      | Totale     |
| Giocatore     | Presenze   | Reti       | Ammonizioni | Espulsioni | Presenze         | Reti             | Ammonizioni      | Espulsioni       | Presenze | Reti   | Ammonizioni | Espulsioni |
| ------------- | ---------- | ---------- | ----------- | ---------- | ---------------- | ---------------- | ---------------- | ---------------- | -------- | ------ | ----------- | ---------- |
| M. Banusic    | 3          | 0          | 0           | 0          | 2                | 1                | 0                | 0                | 5        | 1      | 0           | 0          |
| I. Belloumou  | 6          | 0          | 3           | 0          | 3                | 0                | 1                | 0                | 9        | 0      | 4           | 0          |
| S. Champagnac | 0          | 0          | 0           | 0          | 1                | 0                | 0                | 0                | 1        | 0      | 0           | 0          |
| E. Danjou     | -          | -          | -           | -          | -                | -                | -                | -                | -        | -      | -           | -          |
| E. De Almeida | 10         | 0          | 3           | 0          | 0                | 0                | 0                | 0                | 10       | 0      | 3           | 0          |
| A. Dekker     | 12         | 3          | 1           | 0          | -                | -                | -                | -                | 12       | 3      | 1           | 0          |
| L. Esnault    | 0          | 0          | 0           | 0          | 0                | 0                | 0                | 0                | 0        | 0      | 0           | 0          |
| M. Fowler     | 1          | 0          | 0           | 0          | -                | -                | -                | -                | 1        | 0      | 0           | 0          |
| V. Gauvin     | 13         | 8          | 0           | 0          | 3                | 6                | 0                | 0                | 16       | 14     | 0           | 0          |
| S. Karchaoui  | 16         | 3          | 2           | 0          | 3                | 1                | 0                | 0                | 19       | 4      | 2           | 0          |
| M. Lakrar     | 7          | 0          | 0           | 0          | 2                | 0                | 0                | 0                | 9        | 0      | 0           | 0          |
| I. Landeka    | 15         | 1          | 4           | 0          | 1                | 0                | 0                | 0                | 16       | 1      | 4           | 0          |
| C. Le Bihan   | 16         | 5          | 1           | 0          | 2                | 2                | 0                | 0                | 18       | 7      | 1           | 0          |
| M-C. Léger    | 14         | 4          | 0           | 0          | 3                | 1                | 0                | 0                | 17       | 5      | 0           | 0          |
| L. Martinez   | -          | -          | -           | -          | -                | -                | -                | -                | -        | -      | -           | -          |
| C. Marty      | 0          | 0          | 0           | 0          | -                | -                | -                | -                | 0        | 0      | 0           | 0          |
| E. Mayi Kith  | 1          | 0          | 0           | 0          | 0                | 0                | 0                | 0                | 1        | 0      | 0           | 0          |
| N. Mondésir   | 16         | 0          | 3           | 0          | 2                | 1                | 0                | 0                | 18       | 1      | 3           | 0          |
| M. Nicoli     | 10         | 0          | 2           | 0          | 3                | 0                | 1                | 0                | 13       | 0      | 3           | 0          |
| C. Perrault   | 8          | 0          | 0           | 0          | 0                | 0                | 0                | 0                | 8        | 0      | 0           | 0          |
| L. Petermann  | 16         | 9          | 1           | 0          | 2                | 1                | 0                | 0                | 18       | 10     | 1           | 0          |
| S. Puntigam   | 16         | 4          | 2           | 0          | 3                | 1                | 0                | 0                | 19       | 5      | 2           | 0          |
| M. Romanelli  | 13         | 0          | 2           | 0          | 2                | 0                | 0                | 0                | 15       | 0      | 2           | 0          |
| L. Saviana    | 0          | 0          | 0           | 0          | 1                | 0                | 0                | 0                | 1        | 0      | 0           | 0          |
| L. Schmitz    | 8          | 0          | 0           | 0          | 3                | 1                | 0                | 0                | 11       | 1      | 0           | 0          |
| S. Toletti    | 15         | 1          | 3           | 0          | 1                | 0                | 0                | 0                | 16       | 1      | 3           | 0          |
| M. Torrent    | 13         | 0          | 2           | 0          | 2                | 0                | 1                | 0                | 15       | 0      | 3           | 0          |
| M. Uffren     | 1          | 0          | 0           | 0          | -                | -                | -                | -                | 1        | 0      | 0           | 0          |